# Грузское (Кетрисановская сельская община)
Грузское (укр. Грузьке, до 2016 г. — Кирово) — село в Кетрисановской сельской общине Кропивницкого района Кировоградской области Украины.
До 2020 года входило в Бобринецкий район
Население по переписи 2001 года составляло 283 человека. Почтовый индекс — 27221. Телефонный код — 5257. Занимает площадь 1,433 км². Код КОАТУУ — 3520884203.